# Postrach z jeziora
Postrach z jeziora (ang. Snakehead Terror, 2004) – film fabularny (horror) powstały w koprodukcji kanadyjsko-amerykańskiej.

## Zarys fabuły
Miasteczko położone nad jednym z jezior Ameryki Północnej. Myśliwy zostaje rozszarpany przez nieznane zwierzę. Wkrótce ginie też chłopak córki szeryfa. Mimo sprzeciwu burmistrza, szeryf ogłasza zakaz kąpieli w jeziorze i rozpoczyna śledztwo. Pomaga mu biolog Lori Dale.

## Obsada
- Bruce Boxleitner – szeryf Patrick James
- Carol Alt – Lori Dale
- Chelan Simmons – Amber James
- Juliana Wimbles – Jagger
- Ryan McDonell – Luke
- Chad Krowchuk (w czołówce jako Chad Krowchuck) – Craig